# Nadja Benaissa
Nadja Benaissa (Frankfurt am Main, 26 de Abril de 1982) é uma cantora e compositora alemã. Ela alcançou a fama no final de 2000 quando fez o teste para a adaptação alemã do talent show Popstars e se tornou integrante do grupo feminino No Angels, um dos grupos femininos de origem europeia que mais venderam de todos os tempos.

## Biografia

### Infância e adolescência
Nascida em Frankfurt am Main, Benaissa é a segunda filha de um pai marroquino, Muhamed Benaissa, e de mãe de etnia mista, sérvia e alemã, Sabina. Criada em um lar islâmico, juntamente com o seu irmão dois anos mais velho, Amin, ex-presidente do AStA na Johann Wolfgang Goethe University of Frankfurt am Main passou grande parte de sua infância em Langen, Hessen, onde os seus pais trabalhavam numa empresa de refeições (catering).
Em 25 de Outubro de 1999, aos dezessete anos de idade, deu à luz Leila Jamila, um momento que descreveu como "o momento de maior orgulho da [sua] vida". Embora tenha terminado o seu relacionamento com o namorado, Benaissa passou a frequentar as aulas nocturnas para a obtenção de seu diploma do equivalente ao ensino médio.

### 2007–presente: a reforma da banda
Embora Benaissa tenha preparado o seu segundo álbum em estúdio, com os produtores alemães Audiotreats, DJ Desue, Loomis Green, MRF Entertainment e Monroe, entre outros, com lançamento previsto para Fevereiro de 2007, decidiu adiar o lançamento em favor de uma reunião do No Angels no início de 2007.
Entretanto, como todos os quatro membros da banda decidiram a continuação dos próprios projetos solo, Benaissa entrou nos estúdios de gravação em Berlim em Janeiro de 2008 para gravar quinze novas músicas demo, incluindo material que ela já tinha composto em 2003. De acordo com o seu blog no MySpace, iria terminar um álbum com gravações de uma segunda sessão, realizada em Março de 2008. Em 11 de abril de 2009, pouco antes do lançamento do quinto álbum de estúdio da banda, Welcome to the Dance, Benaissa foi presa sob suspeita de ter tido relações sexuais desprotegidas em várias ocasiões em 2004 e 2006, sem informar previamente seus parceiros de que era HIV-positiva, supostamente infectando um parceiro com HIV. Ela foi detida, depois que um juiz decidiu que havia o perigo de ela repetir o suposto delito. Porém, acabou sendo libertada em 21 de abril de 2009, sujeita a condições não identificadas. Embora seus advogados tenham tentado proibir a mídia de relatar a infecção pelo HIV até então desconhecida da artista, entrevistas com o Ministério Público levaram à sua exposição e sujeita a intensa hostilidade e humilhação pública. Como resultado, No Angels teve vários contratos de publicidade cancelados e o sucesso comercial de Welcome to the Dance e seus singles sofreram mal desempenho nas paradas devido a reação negativa do público.

## Discografia

### Álbuns
- Schritt für Schritt (2006) (GER: #71)

### Singles
| Ano  | Título         | Posição       | Posição      | Álbum               |
| Ano  | Título         | GER - Singles | AT - Singles | Álbum               |
| ---- | -------------- | ------------- | ------------ | ------------------- |
| 2005 | "Es Ist Liebe" | 64            | -            | Schritt für Schritt |
| 2006 | "Ich Hab Dich" | 36            | -            | Schritt für Schritt |

### Aparições
| Year | Música                                                                           | Discos                      |
| ---- | -------------------------------------------------------------------------------- | --------------------------- |
| 2001 | "Liebe & Verstand" (Sisters Keepers project)                                     | Lightkultur                 |
| 2005 | "Know Your Emotion"                                                              | Emotion magazine theme song |
| 2006 | "Won't Forget These Days" (Music Team Germany project)                           | Charity CD single           |
| 2007 | "Dirty Dancing" (DJ Sakin & Friends featuring Nadja Benaissa)                    | Vinyl single                |
| 2007 | "Unlock My Chains" (Superlounger featuring Nadja Benaissa)                       | Islands Vol. 04             |
| 2008 | "Mein Jahr" (Fler featuring Nadja Benaissa)                                      | Fremd im eigenen Land       |
| 2008 | "Schüffelma" (Skit Sketch featuring Nadja Benaissa)                              | Kennsduskitsketwarumnich?   |
| 2009 | "Wir sind keine Kinder mehr" (Samy Deluxe featuring N. Benaissa & Xavier Naidoo) | Diss wo ich herkomm         |